# Bodoland

Distritos del Área Territorial de Bodoland en Assam

Bodoland (en bodo: बड़ोलेण्ड), ocasionalmente Bodaland o Boroland, es el nombre de una zona del estado de Assam en el noreste de la India a orillas del río Brahmaputra, que está habitada principalmente por el grupo étnico bodo. Desde la década de 1980, se han repetido disturbios violentos motivados por la etnia. Desde 2003, cuatro distritos de Assam han gozado de autonomía regional bajo el nombre de Distritos del Área Territorial de Bodoland. Algunos grupos pretenden a separar la región de Assam y convertirlo en un nuevo estado de la India, en tanto grupos militantes radicales luchan por la independencia total del país.

## Historia
La historia de Bodoland está estrechamente ligada a la historia de Assam. Entre 1228 y 1826, la mayor parte de Assam estuvo bajo el dominio de la dinastía Ahom. Debido a su ubicación geográfica relativamente remota, se desarrolló una extraordinaria heterogeneidad étnica en el actual noreste de la India. La región estaba en la interfaz entre la cultura indoeuropea y tibetano-birmana, entre el hinduismo y el islam por un lado y el budismo por el otro. En las regiones del valle del Brahmaputra, donde vivía la gran mayoría de la población, predominaban la lengua asamés y el hinduismo, que pertenecían a la familia lingüística indoeuropea. En las remotas montañas y valles relativamente aislados en las estribaciones del Himalaya, una variedad de diferentes grupos étnicos tibetanos-birmanos podían asentarse o desarrollarse, la mayoría de los cuales estaban unidos a las religiones locales o al budismo. Durante el período colonial británico, algunos de estos grupos étnicos (p.e. los naga) fueron en gran parte cristianizados por misioneros europeos. Los bodos también fueron cristianizados en menor medida.
El Assam occidental estuvo bajo el gobierno de la Compañía Británica de las Indias Orientales después de la primera guerra anglo-birmana en el tratado de Yandaboo en 1826. En los años siguientes, los gobernantes coloniales británicos continuaron expandiendo su dominio hasta llegar a sus fronteras actuales. Assam se convirtió en una provincia de la India británica. Durante el período colonial británico, muchos bengalíes también llegaron al país como empleados de la administración británica, así como muchos adivasi como trabajadores en las plantaciones de té recién establecidas.
Después de la independencia de la India en 1947, Assam se integró en la Unión India como estado. En las décadas siguientes, los sectores de la población que no hablaban asamés lucharon por la autonomía regional. En 1963, Nagaland fue separado de Assam y elevado a categoría de estado. En 1972, la Agencia de la Frontera Nororiental, Meghalaya y Mizoram, que estaba en disputa entre la India y China, también fueron separadas y convertidas en los territorios de la Unión o estados de Arunachal Pradesh, Meghalaya y Mizoram respectivamente. Como resultado, el estado de Assam disminuyó en dos tercios de un inicial 227 281 km² (1951) a 78 543 km² (2014).

Noreste de la India en 1951
Noreste de la India en 1970
Noreste de la India en 1972

## Bandera de Bodoland

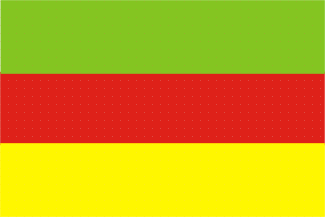
Colores nacionales de Bodoland.

Bodoland no tiene bandera oficial. No obstante los nacionalistas usan unos colores nacionales. Estos colores forman parte de la bandera del Frente Nacional Democrático de Bodoland, pero se ignora si son el origen de los colores nacionales o al revés.